# Peter Pan (Bellewaerde)
Peter Pan is een rupsbaan in dieren- en attractiepark Bellewaerde in de Belgische stad Ieper.
Attractiebouwer MACK Rides heeft de baan in 1989 gebouwd in themagebied India. Sinds seizoen 2008 staat hij in themagebied Canada op de plaats waar eerst de Octopus stond.

## Thema
De attractie is gethematiseerd naar de animatiefilm Peter Pan. Kapitein Haak wordt met zijn piratenschip vol goud en edelstenen omsingeld door de gondels, die uitgevoerd zijn als kleine bootjes onder leiding van Peter Pan.

## Technisch

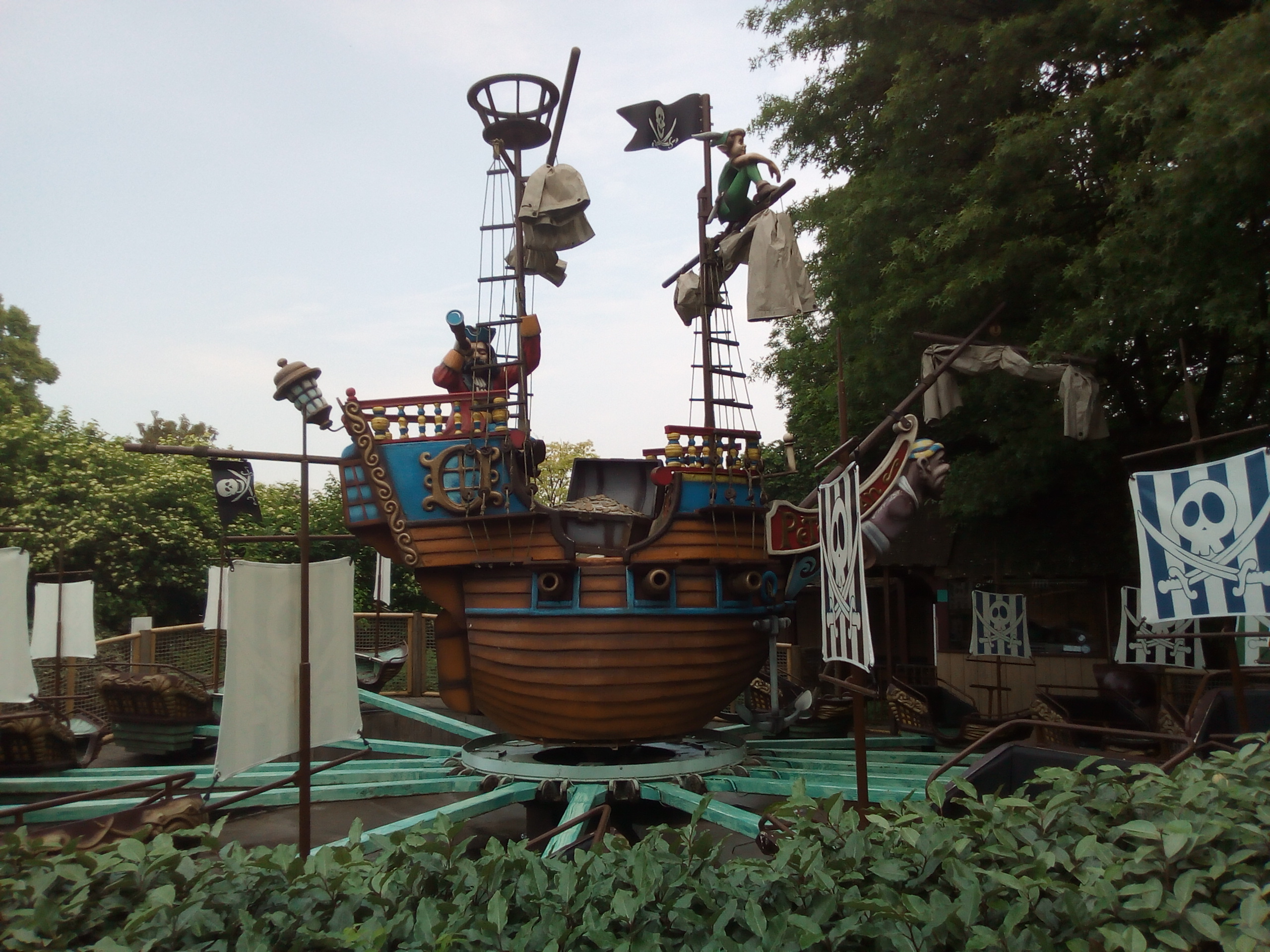
Het middenstuk van de attractie.

De 16 gondels staan op wielen en gaan als een draaimolen rond het centrale schip, waarbij het gegolfde pad van de rupsbaan golven nabootst. De gondels worden tijdens de rit niet afgedekt met een zeil zoals bij veel andere rupsen.
In elke gondel is plaats voor twee personen naast elkaar. Ritten kunnen elke vier minuten starten; de capaciteit is 32 personen per rit. Om de attractie alleen te mogen betreden dient men 120 cm of groter te zijn, vanaf 90 cm is er toegang onder begeleiding van een volwassene.
Afbeeldingen